# كاتاجينا جانيسفسكا
كاتاجينا جانيسفسكا (بالبولندية: Katarzyna Janiszewska) مواليد 26 أكتوبر 1995 في بولندا، هي لاعبة كرة يد بولندية تلعب كجناح أيمن. مثلت منتخب بولندا لكرة اليد للسيدات.

## سجل المنافسة
شاركت في البطولات التالية:
- بطولة أوروبا لكرة اليد للسيدات 2014
- بطولة أوروبا لكرة اليد للسيدات 2016

## روابط خارجية
- كاتاجينا جانيسفسكا على موقع الاتحاد الأوروبي لكرة اليد (الإنجليزية)